# Jean Louis Éloi Bouvard
Jean Louis Éloi Bouvard, né le 1er décembre 1768 à Corancez Eure-et-Loir, mort le 28 août 1834 à Meung-sur-Loire Loiret, est un général de brigade français du Premier Empire.

## Biographie
Il entre en service le 25 août 1792 comme volontaire au 3e bataillon du Loir-et-Cher. Il est nommé lieutenant le 1er novembre 1792 et il est affecté aux armées de la Vendée et de l’Ouest de 1792 à 1796. 
En 1797, il rejoint l’armée d’Italie et il est nommé capitaine le 9 mars 1798. Affecté à l’état major de cette armée le 22 septembre 1798, il rejoint le 51e régiment d’infanterie de ligne le 21 mars 1801, il est fait chevalier de la Légion d’honneur le 19 juin 1805 et le 1er août 1806, il est capitaine dans la garde du roi de Naples. 
Il suit Joseph Bonaparte en Espagne et est promu chef de bataillon le 13 mars 1809. Le 20 juillet 1812, il est fait colonel du 14e régiment des voltigeurs de la Garde impériale, le 1er février 1814 il commande ce même régiment et il se distingue à la bataille de Craonne le 7 mars 1814 et à la Fère-Champenoise le 25 mars 1814. Il est promu général de brigade le 17 mars 1814. 
Le roi Louis XVIII le fait chevalier de l’ordre royal et militaire de Saint-Louis, par ordonnance du 17 septembre 1814. Il est élevé au grade d’officier de la Légion d’honneur le 17 janvier 1815 et est mis en disponibilité au retour des Bourbons.

## Sources
- http://www.culture.gouv.fr/documentation/leonore/recherche.htm
- Thierry Pouliquen, « Les généraux français et étrangers ayant servis [sic] dans la Grande Armée » (consulté le 11 mai 2015)
- Georges Six, Dictionnaire biographique des généraux & amiraux français de la Révolution et de l'Empire (1792-1814), page 148